# Aykhan Taghizade
Aykhan Taghizade (20 gennaio 1996) è un taekwondoka azero.

## Palmarès
- Giochi europei

Baku 2015: oro nei 68 kg.